# Mohamed Saâda
Pour les articles homonymes, voir Saada.
Mohamed Saâda (arabe : محمد سعادة), né le 22 juillet 1937 à Tunis et mort le 11 janvier 2005, est un musicologue, chef d'orchestre et compositeur tunisien.

## Apprentissage
Développant un don musical précoce, Mohamed Saâda se passionne dès son enfance pour la musique en écoutant de vieux disques sur un phonographe et en apprenant à jouer du ney dès l'âge de cinq ans. À treize ans, il s'inscrit au conservatoire de musique et y obtient deux diplômes en musique arabe et en virtuosité du ney. Son père Mohamed Mokhtar Saâda, zitounien de formation, fondateur du journal satirique Ennasnés, pas très enthousiasmé par les ambitions artistiques de son fils cadet, ne s'y oppose néanmoins pas.
Mohamed Saâda fait ensuite partie de La Rachidia, dirigée par Salah El Mahdi, à partir de 1953. Se produisant aux côtés d'instrumentistes émérites tels que Khemaïs Tarnane, Ali Sriti et Ibrahim Salah, il en est le plus jeune membre. Dans le même temps, il poursuit ses études secondaires au lycée Alaoui. Après le conservatoire, où il obtient d'autres diplômes, il est major de sa promotion au concours de l'éducation nationale destiné à recruter des professeurs de musique. De 1957 à 1959, il enseigne la musique au Collège Sadiki.
Il étudie ensuite l'histoire de la musique et suit des cours de chef d'orchestre à Venise (Italie) avant de partir pour Paris en 1961. Il y étudie le contrepoint, la composition et l'orchestration au Conservatoire de Paris (1962), où il est l'élève d'Olivier Messiaen, et y suit des cours d'ethnomusicologie au laboratoire d'ethnologie du musée de l'Homme.

## Chef d'orchestre
Après son retour à Tunis, il dirige le service de la musique au sein de la radio-télévision tunisienne de 1965 à 1968 avant de se consacrer à ses activités de compositeur et de producteur artistique. Il enseigne d'autre part la musique à l'Institut supérieur de musique de Tunis dès sa création en 1982.
De 1979 à 1984, il devient par ailleurs le chef d'orchestre de la troupe de La Rachidia. En 1988, il fonde l'ensemble musical El Fen El Arabi consacré à la musique classique instrumentale arabo-turque.

## Instrumentiste
Après sa rencontre avec le joueur de kanoun franco-suisse Julien Jâlal Eddine Weiss, au Festival de la Paix organisé à Bagdad en 1986, Saâda entame une collaboration régulière, en tant que joueur de ney soliste, avec l'Ensemble Al-Kindî (fondé par Weiss en 1983) : il participe à ses tournées en passant par le Festival de Côme (Italie), les concerts pédagogiques des Jeunesses musicales de France ou le Festival international d'Osaka (Japon) en 1990 (avec le chanteur tunisien Lotfi Bouchnak).
Saâda enregistre son premier CD, Musique classique arabe chez Auvidis (Ethnic no:b6735) en 1988, avec le même ensemble, en trio avec le percussionniste égyptien Adel Shams El Din et Weiss. Ce CD est consacré principalement à l'interprétation instrumentale de pièces du répertoire vocal arabe classique du Moyen-Orient et du malouf tunisien ; il met particulièrement en valeur le ney de Saâda.

## Compositeur
Saâda a composé des pièces instrumentales, des poèmes classiques, des mouachahs, des chansons pour enfants — il est le fondateur de la chorale d'enfants de la radio-télévision tunisienne — et des opéras dramatiques, notamment Malhamet Ennasr (L'Épopée de la Victoire) qui remporte la médaille d'or au Festival de musique arabe de Damas en 1965. Il est un précurseur dans la composition musicale polyphonique et harmonique en Tunisie.
Saâda a par ailleurs composé la musique de plusieurs pièces de théâtre, dont Essoud (Le Barrage) de Mahmoud Messadi, Antigone, Le Marchand de Venise et Les Rêves de Carthage, ainsi que de plusieurs films dont Sous la Pluie de l'Automne de Ahmed Khchine (1970) et Au pays du Tararanni (avec Mohamed Garfi) de Férid Boughedir, Hammouda Ben Halima et Hédi Ben Khalifa (1972). En 1967, il compose l'hymne des Jeux méditerranéens organisés en Tunisie. En 1980, il est chargé de composer l'hymne de la Ligue arabe.
Mohamed Saâda entame en 2004 la composition d'une opéra romantique Wallada wa Ibn Zaydoun, sur un livret du poète et écrivain tunisien Abderrazak Karabaka, inspiré de l'histoire d'amour entre le poète andalou Ibn Zeydoun (1003-1071) et la princesse omeyyade Wallada de Cordoue (1011-1091) ; cette œuvre qui lui tient très à cœur reste en partie inachevée. Décédé le 11 janvier 2005, à l'âge de 67 ans, il est inhumé au cimetière du Djellaz de Tunis le 12 janvier.

## Musicologue
Mohamed Saâda est l'auteur de nombreuses analyses et études scientifiques dont :
- La tradition andalouse dans la musique tunisienne (1963) ;
- La voix et le temps dans la musique populaire tunisienne (1964) ;
- La musique arabe à la recherche d'une notation musicale (1977) ;
- Les caractéristiques de la musique babylonienne présentée au congrès de la musique arabe de Bagdad (1987) ;
- Musique arabe, Quo vadis ? (2001).

Saâda analyse la musique arabe dans son contexte historique et sociologique : celle-ci subit, à partir du IXe siècle, un développement considérable fondé sur les travaux précurseurs de praticiens et théoriciens prestigieux dont Al Mawsili, Ziriab, Al-Kindi, Al-Fârâbî et Ibn Sina. C'est la période classique de la musique arabe qui est suivie à partir du XIe siècle d'une longue phase de stagnation accompagnant le recul de la civilisation arabe à la suite du déclin de l'empire abbasside en Orient et d'Al-Andalus en Occident. Les musiciens arabes restent dorénavant fidèles aux règles et traditions établies dans la période classique sans apporter d'éléments novateurs majeurs. La musique est perçue avant tout comme moyen de divertissement, d'où la prépondérance du chant, du chanteur et du concept du tarab. Cette phase de stagnation persiste, selon Mohamed Saâda, en grande partie jusqu'au XXe siècle. Les musiciens arabes ne prennent pas en considération les innovations qui voient le jour en Europe telles que la polyphonie, la notation musicale systématique ou bien l'élargissement du champ d'expression du langage musical et manqueront de s'en servir pour enrichir de façon originale la musique arabe.
Saâda voit dans l'introduction d'une dynamique d'innovation dans la musique arabe une contribution à une vraie renaissance socio-culturelle arabe. Outre sa volonté d'innover, il voit dans la musique avant tout un langage de rêve et d'imagination qui transcende le simple aspect du divertissement. Il base sa stratégie d'innovation sur les axes suivants :
- enrichir la musique arabe par des éléments novateurs, tels que la polyphonie et l'harmonie, et expérimenter de nouvelles formes de mélodies, de rythmes et d'orchestration en se basant sur les racines de la musique arabe (conservation de l'« âme de la musique arabe »), par opposition à une orientation aveugle vers l'Occident qui serait, selon Saâda, une approche primitive et contre-productive ;
- pousser l'horizon du langage musical arabe au-delà de la sphère du divertissement et créer un langage musical arabe de rêve et d'imagination ;
- rigueur et excellence dans la formation des musiciens dans les domaines théoriques et pratiques (importance primordiale de la maîtrise de la notation musicale et de l'interprétation orchestrale), l'objectif étant de former des musiciens capables de composer et d'interpréter des œuvres musicales orchestrales exigeantes ;
- enrichir la musique arabe par l'introduction de nouveaux genres musicaux, tels que le théâtre musical, l'opéra, la chorale d'enfants, etc.

## Distinctions
En 1989, il reçoit la médaille du mérite culturel puis, en 1999, le prix de l'État dans le domaine des lettres et des arts à l'occasion de la célébration de la Journée nationale de la culture.